# VŠK Paneurópa
VŠK Paneurópa est un club slovaque de volley-ball fondé en 1940 et basé à Bratislava, évoluant pour la saison 2014-2015 en Extraliga žien.

## Effectifs

### Saison 2014-2015
Entraîneur :  Igor Prieložný